# EONIA

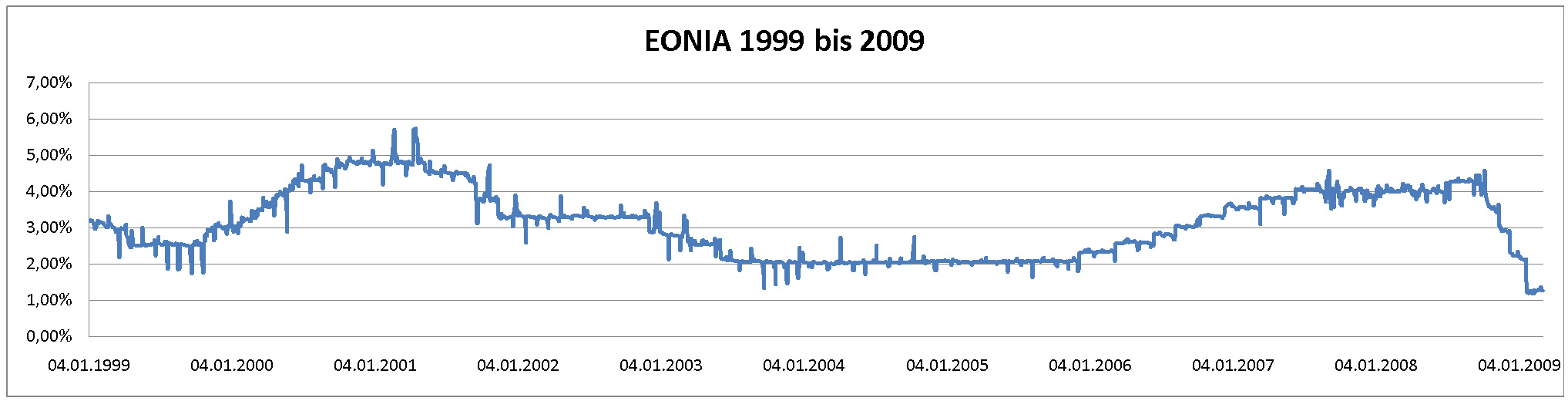
EONIA 1999 - 2009

EONIA (acrònim de l'anglès Euro OverNight Index Average) és l'índex de la mitjana del tipus d'interès interbancari de la zona euro per a operacions a un dia; la diferència amb l'EURIBOR és d'una banda que aquest últim correspon a operacions amb terminis que excedeixen el dia, i de l'altra que es calcula a partir de les operacions realitzades, mentre que l'EURIBOR s'elabora a partir dels preus oferts per la demanda i l'oferta de capitals entre els bancs. El seu identificador ISIN és EU0009659945. Els seus equivalent són el SARON (Swiss Average Rate Overnight) i el SONIA (Sterling OverNight Index Average).
L'EONIA calcula una mitjana ponderada dels tipus d'interès dels préstecs overnight interbancaris cotitzats la panell bancari de l'EONIA. Aproximadament uns 50 bancs, la gran majoria amb seu a Europa, són els que cotitzen al panell i la seva selecció es basa en la seva qualificació de crèdit i el volum de les seves transaccions a la zona euro; els mateixos bancs que cotitzen a l'EONIA són els que cotitzen al panell de Bancs de l'EURIBOR. El maig del 2011 l'única entitat dels Països Catalans que formava part del panell era la Caixa d'Estalvis i Pensions de Barcelona. La Federació Bancària Europea és la base legal de l'índex, el Banc Central Europeu el calcula, i Reuters s'encarrega d'informar-ne cada dia negociable al voltant de les 19:00h CET.
El primer càlcul de l'EONIA tingué lloc el 4 de gener del 1999 pel valor dels préstecs interbancaris efectuat entre el 4 de gener del 1999, després del tancament del RTGS (real-time gross settlement) a les 18:00h (CET), i el 4 de gener del 1999, després del tancament del RTGS.